# كرايغ هندرسون
كرايغ هندرسون (بالإنجليزية: Craig Henderson)‏ (24 يونيو 1987 ويلينغتون نيوزيلندا - ) هو لاعب كرة قدم نيوزلندي يلعب كمهاجم، شارك في الألعاب الأولمبية الصيفية 2008.

## روابط خارجية
- كرايغ هندرسون على موقع الاتحاد الدولي (مؤرشف)  (الإنجليزية)
- كرايغ هندرسون على موقع اتحاد السويد (السويدية)
- كرايغ هندرسون على موقع قاعدة بيانات كرة القدم.إي يو (الإنجليزية)
- كرايغ هندرسون على موقع ناشيونال فوتبول تيمز (الإنجليزية)
- كرايغ هندرسون على موقع Soccerway.com (الإنجليزية)
- كرايغ هندرسون على موقع عالم كرة القدم.نت (الإنجليزية)
- كرايغ هندرسون على موقع أوليمبيديا (الإنجليزية)
- كرايغ هندرسون على موقع اللجنة الأولمبية النيوزيلندية (الإنجليزية)